# Luigi Bertossi
Luigi Bertossi (Udine, 17 giugno 1936 – Padova, 12 maggio 2017) è stato un calciatore italiano, di ruolo portiere.

## Carriera
Cominciò a giocare nel Venezia in Serie C e con i lagunari ottenne una promozione nel 1955-1956.
Nel 1959 passò all'Udinese in Serie A e fece il suo esordio nella massima serie il 20 settembre dello stesso anno in Udinese-Fiorentina (0-3).
Dopo due stagioni nelle quali perse gradualmente il posto da titolare (nella stagione successiva al 1960-61 il nuovo portiere sarà Dino Zoff) lasciò Udine, per continuando la carriera con la maglia del Catanzaro, con la quale collezionò 81 presenze in Serie B,, Pro Patria e Padova.
Lasciato il calcio si stabilisce a Padova e si dedica all'attività di rappresentante per alcuni colorifici per poi diventare imprenditore edile; agli inizi degli anni ottanta fonda la ditta Colorplast attiva nella produzione di rivestimenti edili.

## Statistiche

### Presenze e reti nei club
| Stagione          | Squadra           | Campionato        | Campionato | Campionato | Totale | Totale |
| Stagione          | Squadra           | Comp              | Pres       | Reti       | Pres   | Reti   |
| ----------------- | ----------------- | ----------------- | ---------- | ---------- | ------ | ------ |
| 1954-1955         | Venezia           | C                 | 1          | -?         | 1      | -?     |
| 1955-1956         | Venezia           | C                 | 12         | -?         | 12     | -?     |
| 1956-1957         | Venezia           | B                 | 25         | -?         | 25     | -?     |
| 1957-1958         | Venezia           | B                 | 33         | -?         | 33     | -?     |
| 1958-1959         | Venezia           | B                 | 26         | -?         | 26     | -?     |
| Totale Venezia    | Totale Venezia    | Totale Venezia    | 97         | -?         | 97     | -?     |
| 1959-1960         | Udinese           | A                 | 18         | -?         | 18     | -?     |
| 1960-1961         | Udinese           | A                 | 7          | -?         | 7      | -?     |
| Totale Udinese    | Totale Udinese    | Totale Udinese    | 25         | -?         | 25     | -?     |
| 1961-1962         | Catanzaro         | B                 | 31         | -?         | 32     | -?     |
| 1962-1963         | Catanzaro         | B                 | 22         | -?         | 22     | -?     |
| 1963-1964         | Catanzaro         | B                 | 28         | -?         | 28     | -?     |
| Totale Catanzaro  | Totale Catanzaro  | Totale Catanzaro  | 81         | -?         | 81     | -?     |
| 1964-1965         | Pro Patria        | B                 | 24         | -32        | 24     | -32    |
| 1965-1966         | Pro Patria        | B                 | 22         | -17        | 22     | -17    |
| 1966-1967         | Pro Patria        | C                 | 16         | -22        | 16     | -22    |
| Totale Pro Patria | Totale Pro Patria | Totale Pro Patria | 62         | -71        | 62     | -71    |
| 1967-1968         | Padova            | B                 | 37         | -?         | 37     | -?     |
| 1968-1969         | Padova            | B                 | 13         | -?         | 13     | -?     |
| Totale Padova     | Totale Padova     | Totale Padova     | 50         | -?         | 50     | -?     |
| 1969-1970         | Marzotto Valdagno | C                 | 36         | -?         | 36     | -?     |
| Totale carriera   | Totale carriera   | Totale carriera   | 351        | -71+       | 351    | -71+   |

## Palmarès

### Club

#### Competizioni nazionali
- Serie C: 1

Venezia: 1955-1956